# Xysticus variabilis
Xysticus variabilis är en spindelart som beskrevs av Eugen von Keyserling 1880. Xysticus variabilis ingår i släktet Xysticus och familjen krabbspindlar. Inga underarter finns listade i Catalogue of Life.